# Втрати у німецько-радянській війні
Існують різні оцінки людських втрат Радянського Союзу та нацистської Німеччини під час німецько-радянської війни 1941—1945 років. Людські втрати СРСР оцінюються в діапазоні від 7 до 46 мільйонів людей. Відмінності пов'язані як зі способами отримання вихідних кількісних даних по різних групах втрат, так і з методами розрахунку.
14 лютого 2017 в Державній Думі Російської Федерації озвучили нові дані щодо втрат СРСР у Другій світовій війні. Згідно з розсекреченими даними Міністерства оборони РФ, втрати Радянського союзу у Другій світовій війні становлять 41 мільйон 979 тисяч, а не 27 мільйонів, як вважали раніше.
Деякі вважають офіційними ті дані, які були опубліковані групою дослідників під керівництвом консультанта Військово-меморіального центру Збройних Сил Російської Федерації Г.Ф. Кривошеєва в 1993 році (доктор історичних наук генерал армії М. А. Гареєв не вважає ці дані офіційними). Начальник управління Міністерства оборони Росії щодо увічнення пам'яті загиблих при захисті Вітчизни генерал-майор запасу Володимир Попов 13 листопада 2015 року назвав нові, уточнені цифри втрат СРСР у німецько-радянській війні.
- Людські втрати СРСР — за повідомленнями частин і з'єднань: 6,329 млн військовослужбовців убитими і померлими від ран, 555 тис. померлих від хвороб, загиблих в результаті подій, засуджених до розстрілу (за донесеннями військ, лікувальних установ, військових трибуналів), 4,559 млн потрапили в полон (загинуло в полоні згідно з розрахунками групи Кривошеєва 1,784 млн)[6] і зниклих безвісти і 500 тис. мобілізованих, але не зарахованих у списки військ. Всього за даними Кривошеєва демографічні втрати збройних сил СРСР (вбито, померло від ран і хвороб, загинули в результаті нещасних випадків, розстріляно за вироками військових трибуналів, не повернулися з полону) склали 8 668 400 чоловік особового складу військовослужбовців[7], а втрати цивільного (мирного) населення склали 7 420 379 людини[7].

| Види втрат і результати лікування                           | Кількість випадків | %    |
| ----------------------------------------------------------- | ------------------ | ---- |
| Поранено, контужено, обпечено і обморожено                  | 14 685 593         | 100  |
| з них:                                                      |                    |      |
| — повернуто до лав                                          | 10 530 750         | 71,7 |
| — звільнено з винятком з обліку або відправлено у відпустку | 3 050 733          | 20,8 |
| — померло через поранення                                   | 1 104 110          | 7,5  |
| Захворіло                                                   | 7 641 312          | 100  |
| з них:                                                      |                    |      |
| — повернуто до лав                                          | 6 626 493          | 86,7 |
| — звільнено з винятком з обліку або відправлено у відпустку | 747 425            | 9,8  |
| — померло через хворобу                                     | 267 394            | 3,5  |
| Всього госпіталізувалися                                    | 22 326 905         | 100  |
| з них:                                                      |                    |      |
| — повернуто до лав                                          | 17 157 243         | 76,9 |
| — звільнено з винятком з обліку або відправлено у відпустку | 3 798 158          | 17,0 |
| — через поранення (хворобу) — померло                       | 1 371 504          | 6,1  |

| Характер поранень | Кількість випадків | %    |
| ----------------- | ------------------ | ---- |
| В череп           | 773 500            | 5,4  |
| В очі             | 214 861            | 1,5  |
| В обличчя         | 501 342            | 3,5  |
| В шию             | 157 565            | 1,1  |
| У груди           | 1 289 166          | 9,0  |
| В живіт           | 444 046            | 3,1  |
| В хребет          | 143 241            | 1,0  |
| В таз             | 630 259            | 4,4  |
| В статеві органи  | 28 648             | 0,2  |
| У верхні кінцівки | 5 042 074          | 35,2 |
| В нижні кінцівки  | 5 099 369          | 35,6 |
| Разом             | 14 324 071         | 100  |

- Людські втрати нацистської Німеччини — за підрахунками групи Григорія Кривошеєва на радянсько-німецькому фронті 3 604 800 військовослужбовців загинули, померли від ран, пропали безвісти, 3 576 300 потрапило в полон (померло в полоні 442,1 тис.)[8]. Крім того, демографічні втрати вермахту сьогодні, загалом, встановлені та систематизовані в одному з останніх фундаментальних досліджень Рюдігера Оверманса. Третє видання його праці «Німецькі військові втрати у Другій світовій війні» опубліковані в Мюнхені, в 2004 році. За цими даними демографічні втрати німецьких Збройних Сил на всіх театрах військових дій в 1939—1945 роках склали 5,318 млн чоловік загиблими (враховуючи втрати volkssturm, поліції і воєнізованих формувань), у тому числі на Східному фронті — до 31.12.1944. 1,607 млн вбито, померло від ран, небойові втрати, і 1,135 млн зниклих безвісти оголошених загиблими. Втрати в  1945 році (за припущенням Оверманса, дві третини з них припали на Східний фронт) склали 533 тис. убитих і померлих від ран, небойові втрати, і 697 тис. зниклих безвісти оголошених загиблими, втрати в полоні склали 361 тис. осіб.
- Людські втрати країн-союзниць нацистської Німеччини — за підрахунками групи Григорія Кривошеєва 668 тис. військовослужбовців вбито, померло від ран і хвороб, пропали безвісти та небойові втрати, і 137,8 тис. загиблими в полоні, ще 662,2 тис. осіб повернулися з полону після війни.
- Втрати армій СРСР та нацистської Німеччини — за підрахунками групи Григорія Кривошеєва 11,5 млн до 8,6 млн чоловік (не враховуючи 1,6 млн військовополонених після 9 травня 1945 року, невідомі втрати volkssturm, Гітлерюгенду, організації Тодта, Служби трудової повинності, Служби імперських шляхів сполучення, поліції) відповідно. За даними центру Григорія Кривошеєва, співвідношення  втрат армій СРСР та Німеччини з сателітами становить 1,3:1.

Згідно з даними Федеральної служби державної статистики за станом на 2015 рік, втрати населення СРСР склали:
- в результаті збільшення смертності у віці старших за 4 роки: 25,5 мільйона осіб (19,5 мільйона чоловіків, 6 мільйонів жінок);
- в результаті зниження народжуваності і збільшення смертності: 13,9 мільйона чоловік (7 мільйонів чоловіків, 6,8 мільйона жінок).

За демографічними даними, втрати етнічних німців та австрійців (враховуючи загиблих на всіх фронтах війни, але не враховуючи втрати інших європейських країн, що напали на СРСР) склали:
- 7,4 мільйона людей вбитими та померлими;
- 1,7 мільйона втрат від зниження народжуваності.

## Втрати Радянського Союзу

### Історія підрахунку офіційного державного визнання втрат
Офіційна цифра демографічних втрат Радянського Союзу змінювалась не раз.
У лютому 1946 року цифра втрат у 7 млн осіб була опублікована в журналі «Більшовик». У березні 1946 року Сталін в інтерв'ю газеті «Правда» заявив, що СРСР втратив у роки війни 7 мільйонів чоловік: «В результаті німецького вторгнення Радянський Союз безповоротно втратив у боях з німцями, а також завдяки німецькій окупації та вивозу радянських людей на німецьку каторгу близько семи мільйонів осіб». В опублікованій  у 1947 році доповіді «Військова економіка СРСР в період Вітчизняної війни» голови Держплану СРСР Вознесенського людських втрат не вказано.
1959 року був проведений перший післявоєнний перепис населення СРСР. У 1961 році Хрущов у листі прем'єр-міністру Швеції повідомив про 20 мільйонів загиблих: «Хіба ми можемо сидіти, склавши руки і чекати повторення 1941 року, коли німецькі мілітаристи розв'язали війну проти Радянського Союзу, яка забрала два десятки мільйонів життів радянських людей?». У 1965 році Брежнєв на 20-річчя Перемоги заявив про більш ніж 20 мільйонів загиблих: «Настільки жорстокої війни, яку переніс Радянський Союз, не випадало на долю жодному народові. Війна забрала понад двадцять мільйонів життів радянських людей».
В 1988—1993 рр. колектив військових істориків під керівництвом генерал-полковника Р. Ф. Кривошеєва провів статистичне дослідження архівних документів та інших матеріалів, що містять відомості про людські втрати в армії та на флоті, прикордонних і внутрішніх військах НКВС. При цьому були використані результати роботи комісії Генерального штабу по визначенню втрат 1966—1968 років, очолюваної генералом армії С. М. Штеменко і аналогічної комісії Міністерства оборони під керівництвом генерала армії М. А. Гареєва 1988 року. Колектив також був допущений до розсекречених наприкінці 1980-х рр. матеріалів Генерального штабу та  головних штабів видів Збройних Сил, МВС, КДБ, прикордонних військ КДБ та інших архівних установ СРСР. Підсумком роботи стала цифра 8668400 людиновтрат силових структур СРСР за часи війни. Ряд істориків (Л. Лопуховський, В. М. Земськов…) критикують роботу колективу Кривошеєва.
З березня 1989 року за дорученням ЦК КПРС працювала державна комісія по дослідженню кількості людських втрат СРСР у німецько-радянській війні. У комісію входили представники Держкомстату, Академії наук, Міністерства оборони, Головного архівного управління при Раді Міністрів СРСР, Комітету ветеранів війни, Союзу товариств Червоного Хреста і Червоного Півмісяця. Комісія не підраховувала втрати, а оцінила різницю між передбачуваним населенням СРСР на кінець війни і передбачуваним населенням, яке жило б в СРСР, якщо б війни не було. Робота комісії ускладнювалася ненадійними статистичними даними (перший післявоєнний перепис населення проведено тільки у 1959 році; територія СРСР змінилася). Комісія вперше оприлюднила свою цифру демографічних втрат у 26,6 млн осіб на урочистому засіданні Верховної Ради СРСР 8 травня 1990..
Методику роботи комісії розкритикували.
5 травня 2008 року Президент Російської Федерації підписав розпорядження «Про видання фундаментальної багатотомної праці „Велика Вітчизняна 1941—1945 років“». 23 жовтня 2009 року Міністр оборони Російської Федерації підписав наказ «Про Міжвідомчу  комісію з підрахунку втрат у роки Великої Вітчизняної війни 1941—1945 років». До складу комісії входили представники Міноборони, ФСБ, МВС, Росстату, Росархіву. У грудні 2011 року представник комісії озвучив загальні демографічні втрати країни за військовий період 26,6 млн осіб, з них втрати діючих збройних сил 8668400 людей.

### Людські втрати

#### Загальна оцінка
Група дослідників під керівництвом Р. Ф. Кривошеєва оцінює загальні людські втрати СРСР у німецько-радянській війні, визначені методом демографічного балансу, у 26,6 млн осіб. Сюди входять всі загиблі в результаті військових та інших дій противника, померлі внаслідок підвищеного рівня смертності в період війни на окупованій території та в тилу, а також особи, які емігрували з СРСР в роки війни і не повернулися після її закінчення. Для порівняння, за оцінками того ж колективу дослідників, спад населення Росії в Першу світову війну (втрати військовослужбовців і цивільного населення) становив  4,5 млн осіб, а аналогічний спад у Громадянській війні — 8 млн осіб.
Що стосується статевого складу померлих і загиблих, то переважна більшість припала на чоловіків (близько 20 млн). В цілому до кінця 1945 чисельність жінок у віці від 20 до 29 років удвічі перевищувала в СРСР чисельність чоловіків того ж віку.
Розглядаючи роботу групи Р. Ф. Кривошеєва, західні дослідники С. Максудов та  М. Еллман приходять до висновку про те, що  оцінка людських втрат 26-27 мільйонів відносно надійна. Вони, однак, вказують на можливість недооцінки числа втрат за рахунок неповного обліку населення територій, приєднаних СРСР перед війною та в кінці війни, так і на можливість перевищення втрат за рахунок недообліку еміграції з СРСР в 1941-45 роки. Крім того, офіційні підрахунки не враховують падіння рівня народжуваності, через який населення СРСР на кінець 1945 повинно було бути орієнтовно на 35-36 мільйонів осіб більше, якщо б не було війни. Втім, ця кількість визнається ними гіпотетичною, оскільки вона базується на недостатньо точних припущеннях.
На думку іншого зарубіжного дослідника М. Хайнеса, число 26,6 мільйонів, отримане групою Р. Ф. Кривошеєва, це лише нижня межа всіх втрат СРСР під час війни. Загальний спад населення з червня 1941 по червень 1945 склав 42,7 мільйонів людей, та це число відповідає верхній межі. Тому реальна кількість військових втрат знаходиться в даному проміжку. Йому, однак, заперечує М. Харрісон, який на основі статистичних підрахунків приходить до висновку про те, що навіть враховуючи деяку невизначеність при оцінці еміграції та зниження рівня народжуваності реальні військові втрати СРСР повинні оцінюватися в межах від 23,9 до 25,8 мільйонів людей..

#### Військовослужбовці
За даними Міністерства оборони Росії остаточні втрати в ході бойових дій на радянсько-німецькому фронті з 22 червня 1941 р. по 9 травня 1945 р. склали 8 860 400 радянських військовослужбовців. Джерело — розсекречені в 1993 році дані та дані, отримані в ході пошукових робіт Вахт Пам'яті та в історичних архівах.
Згідно з розсекреченими даними 1993 року:

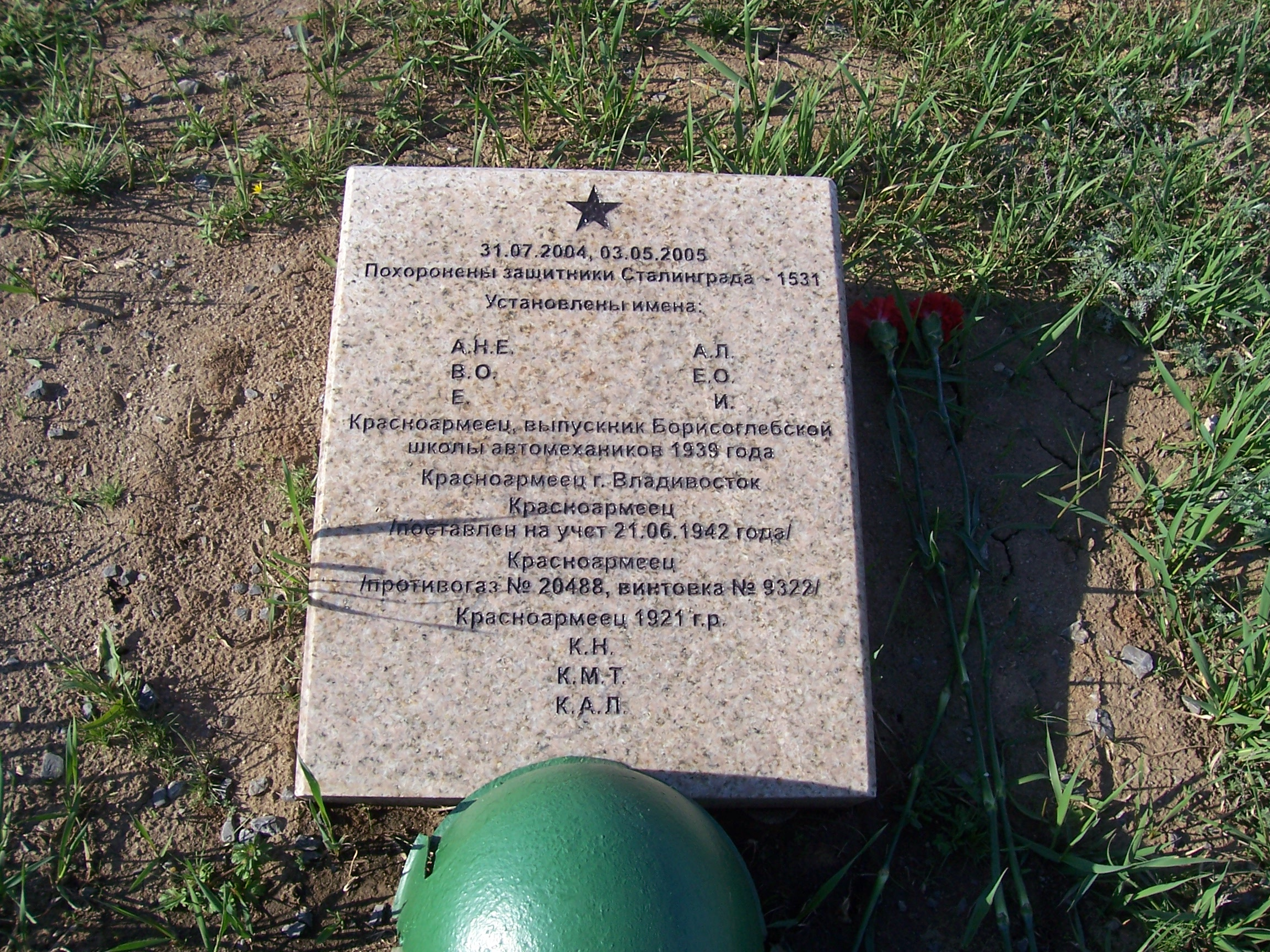
Братня могила радянських солдатів, загиблих під час Сталінградської битви, знайдених пошуковими загонами. Солдатський цвинтар в селі Росошки Волгоградської області.

- Вбито, померло від ран і хвороб, небойові втрати — 6 885 100 осіб, у тому числі
  - Вбиті — 5 226 800 чол.[27][неавторитетне джерело]
  - Загинули від  поранень — 1 102 800 чол.[неавторитетне джерело]
  - Загинули з різних причин та нещасних випадків, розстріляно — 555 500 чол.[неавторитетне джерело]

Начальник Управління МО РФ з увічнення пам'яті загиблих   генерал-майор А. Кирилін 5 травня 2010 р. повідомив РІА «Новини», що кількість військових втрат — 8 668 400, буде повідомлена керівництву країни, з тим, щоб вона була озвучена 9 травня, у день 65-ї річниці Перемоги. На Червоній площі ці цифри не прозвучали. На думку двох авторів роботи «Коли ми дізнаємося реальну ціну перемоги над гітлерівською Німеччиною?» Льва Лопуховського і Бориса Кавалерчика, політичне керівництво Росії не задовольнило прохання керівників Генштабу щодо надання цим  даним про втрати Збройних Сил у німецько-радянській війні офіційного статусу, так як вирішив не втручатися в суперечки істориків[неавторитетне джерело]. Дещо пояснює відомий вислів на той час президента Росії Дмитра Медведєва, що як мінімум про 6 мільйонів полеглих на війні ми взагалі нічого не знаємо[значущість факту?].
Згідно з даними Р. Ф. Кривошеєва,[неавторитетне джерело] під час німецько-радянської війни всього пропали безвісти та потрапили в полон 3 396 400 військовослужбовців (ще близько 1 162 600 осіб віднесено до бойових втрат перших місяців війни, коли бойові частини не надали за цими  втратами  ніяких відомостей), тобто всього безвісти зниклих, що потрапили в полон та невраховані бойові втрати — 4 559 000; повернулися з полону 1 836 000 військовослужбовців, які не повернулися (загинули, емігрували) — 1 783 300, (тобто, всього полонених — 3 619 300, що більше, ніж разом зі зниклими безвісти); раніше вважалися безвісти зниклими та були призвані до армії  вдруге з визволених територій — 939 700. Таким чином, офіційні остаточні втрати (загиблі 6 885 100, згідно з розсекреченими даними 1993 року, та не повернулися з полону 1 783 300) склали 8 668 400 військовослужбовців. Але з них потрібно відняти 939 700 вдруге призваних, що вважалися зниклими безвісти. Отримуємо 7 728 700.
На помилку вказав, зокрема, Леонід Радзіховський[неавторитетне джерело]. Коректний підрахунок полягає в наступному: цифра 1 783 300 — це кількість тих, хто не повернувся з полону і зниклих безвісти (а не тільки тих, що не повернулися з полону). Тоді офіційні   втрати (загиблі 6 885 100, згідно з розсекреченими даними 1993 року, та не повернулися з полону і зниклі безвісти 1 783 300) склали 8 668 400 військовослужбовців.
За даними М. В. Філімошина під час німецько-радянської війни потрапило в полон та пропало безвісти 4 559 000 радянських військовослужбовців та 500 тис. військовозобов'язаних, призваних по мобілізації, але не зарахованих у списки військ. З цієї цифри підрахунок дає той же результат: якщо 1 836 000 повернувся з полону та 939 700 повторно призвані з тих, що рахувалися зниклими, пропали безвісти та не повернулися з полону 1 783 300 військовослужбовців. Таким чином, офіційні остаточні втрати (загинуло 6 885 100, згідно з розсекреченими відомостями 1993 року, і пропали безвісти і не повернулися з полону 1 783 300) складають 8 668 400 військовослужбовців.
Демографи Е. М. Андріїв, К. Е. Дарський, Т. К. Харкова опублікували в 1993 році демографічні обґрунтування, які використовує Р. В. Кривошеєв в книзі «Гриф секретності знято…» статистику втрат. За їх відомостями, надсмертність чоловіків віком 18-55 років, призваних в армію, склала 25 %, не призваних в армію — 35 %.
Згідно виданню «Історія Росії. XX століття», яке написане  групою істориків під ред. А. Зубова, втрати військовослужбовців склали 15,8 млн чоловік, враховуючи 12,4 млн вбитих та померлих у Червоній Армії (в тому числі небойові втрати), 3,3 млн загиблих у німецькому полоні, 0,1 млн розстріляних військовослужбовців за різні провини. Всього в період війни загинуло 17 млн чоловіків призовного віку.
За оцінкою М. В. Філімошина  остаточні демографічні втрати Радянських Збройних Сил за національним складом склали:
| Національність загиблих військовослужбовців | Число втрат (тис. чол.) | % до загальної кількості безповоротних втрат |
| ------------------------------------------- | ----------------------- | -------------------------------------------- |
| Росіяни                                     | 5756,0                  | 66,402                                       |
| Українці                                    | 1 377,4                 | 15,890                                       |
| Білоруси                                    | 252,9                   | 2,917                                        |
| Татари                                      | 187,7                   | 2,165                                        |
| Євреї                                       | 142,5                   | 1,644                                        |
| Казахи                                      | 125,5                   | 1,448                                        |
| Узбеки                                      | 117,9                   | 1,360                                        |
| Вірмени                                     | 83,7                    | 0,966                                        |
| Грузини                                     | 79,5                    | 0,917                                        |
| Мордва                                      | 63,3                    | 0,730                                        |
| Чуваші                                      | 63,3                    | 0,730                                        |
| Якути                                       | 37,9                    | 0,437                                        |
| Азербайджанці                               | 58,4                    | 0,673                                        |
| Молдовани                                   | 53,9                    | 0,621                                        |
| Башкири                                     | 31,7                    | 0,366                                        |
| Киргизи                                     | 26,6                    | 0,307                                        |
| Удмурти                                     | 23,2                    | 0,268                                        |
| Таджики                                     | 22,9                    | 0,264                                        |
| Туркмени                                    | 21,3                    | 0,246                                        |
| Естонці                                     | 21,2                    | 0,245                                        |
| Марійці                                     | 20,9                    | 0,241                                        |
| Буряти                                      | 13,0                    | 0,150                                        |
| Комі                                        | 11,6                    | 0,134                                        |
| Латиші                                      | 11,6                    | 0,134                                        |
| Литовці                                     | 11,6                    | 0,134                                        |
| Народи Дагестану                            | 11,1                    | 0,128                                        |
| Осетини                                     | 10,7                    | 0,123                                        |
| Поляки                                      | 10,1                    | 0,117                                        |
| Карели                                      | 9,5                     | 0,110                                        |
| Калмики                                     | 4,0                     | 0,046                                        |
| Кабардинці та балкарці                      | 3,4                     | 0,039                                        |
| Греки                                       | 2,4                     | 0,028                                        |
| Чеченці та інгуші                           | 2,3                     | 0,026                                        |
| Фіни                                        | 1,6                     | 0,018                                        |
| Болгари                                     | 1,1                     | 0,013                                        |
| Чехи та словаки                             | 0,4                     | 0,005                                        |
| Китайці                                     | 0,4                     | 0,005                                        |
| Ассирійці                                   | 0,2                     | 0,002                                        |
| Югослави                                    | 0,1                     | 0,001                                        |
| Інші національності                         | 33,7                    | 0,389                                        |
| Всього                                      | 8668,4                  | 100,0                                        |

#### Цивільне населення
Група дослідників під керівництвом Р. Ф. Кривошеєва оцінила втрати цивільного населення СРСР у німецько-радянській війні приблизно в 13,7 млн осіб. Остаточна кількість 13 684 692 чол. складається з наступних складових:
- було винищено на окупованій території та загинуло в результаті бойових дій (від бомбардувань, артобстрілів і т. ін.) — 7 420 379 чол.
- померло внаслідок гуманітарної катастрофи (голод, інфекційні хвороби, відсутність медичної допомоги тощо) — 4 100 000 чол.
- загинуло на примусових роботах в Німеччині — 2 164 313 осіб (ще 451 100 чол. з різних причин не повернулися і стали емігрантами)[33].

За оцінками С. Максудова, на окупованих територіях і в блокадному Ленінграді загинуло близько 7 млн осіб (з них 1 млн в блокадному Ленінграді, 3 млн — євреї, жертви Голокосту), а ще близько 7 млн осіб загинуло в результаті підвищеної смертності на окупованих територіях.

### Матеріальні втрати

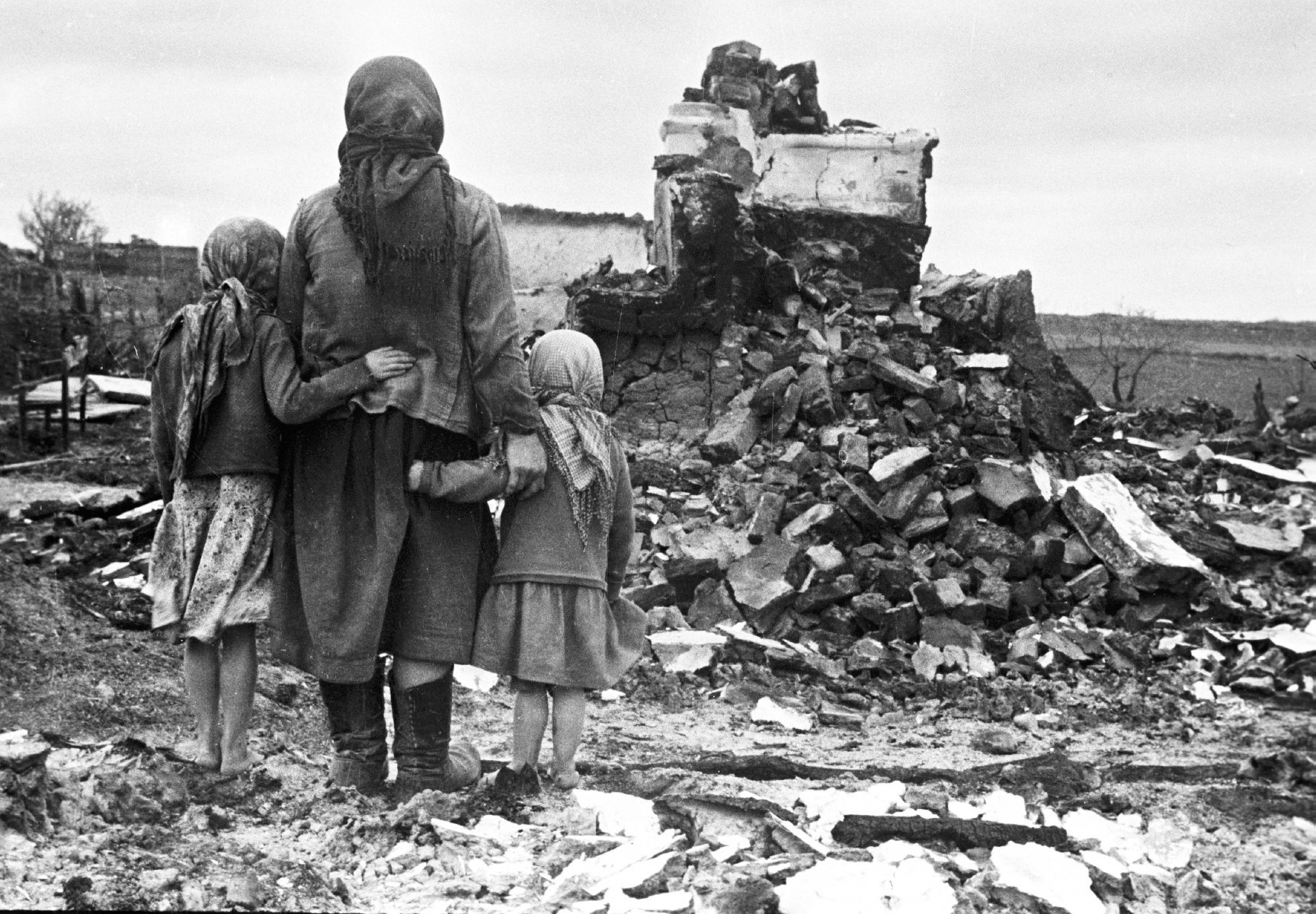
Жінка з двома дівчатками дивиться на руїни будинку. СРСР, 1 вересня 1943.

За роки війни на радянській території було зруйновано 1710 міст і селищ міського типу та понад 70 тис. сіл, 32 тис. промислових підприємств, розгромлено 98 тис. колгоспів, 1876 радгоспів. Державна комісія встановила, що матеріальні втрати  становили близько 30 відсотків національного багатства Радянського Союзу, а в районах, що зазнали окупації, — близько двох третин. Загалом матеріальні втрати Радянського Союзу оцінюються сумою близько 2 трлн. 600 млрд карбованців. Для порівняння, національне багатство Англії зменшилася лише на 0,8 відсотка, Франції — на 1,5 відсотка, а США матеріальних втрат, по суті, уникли.

### Критика даних Кривошеєва

#### КритикаЛ. Лопуховського
Одна з найбільш повних рецензій на роботи колективу Р. Кривошеєва була опублікована в журналі «Військово-історичний архів» № 11(142), листопад 2011 р. та належить вона автору численних книг з історії німецько-радянської війни, кандидату військових наук Леву Лопуховському.
Зменшення  кількості жертв серед військовослужбовців  та  перевід їх до втрат цивільного населення автор вважає «чорною невдячністю та блюзнірством над їхньою світлою пам'яттю». Зокрема, колектив Кривошеєва, за його словами, не врахував 500 тис. осіб, призваних, але так і не потрапивших у свої частини. Їх зарахували до звичайного цивільного населення. Та при цьому вставили ці півмільйона військовозобов'язаних окремим рядком у свою головну таблицю 120 балансу остаточних втрат. У той же час автори виключили з числа зниклих безвісти та тих, які потрапили в полон 500 тис. осіб, які могли загинути на полі бою, але до числа загиблих додати їх (окремим рядком у таблиці 120) «забули».
А якщо згадати, що Кривошеєв зовсім не врахував 200 тис. полонених, які були звільнені німцями вже після 1 травня 1944 р., то кількість тих, хто уникнув смерті в німецькому полоні збільшується у нього до 3,979 млн, а на частку загиблих там залишається всього лише 80 тис. осіб або менше 2 % від їх загального числа. Лопуховський вважає це свідченням нереальності, яке вирахував авторський колектив Кривошеєва з числа зниклих безвісти та полонених — 4,559 млн. Між тим, за даними картотек ЦАМО, нагадує критик, тільки кількість зниклих безвісти сержантів та солдатів перевищує 7 млн осіб.
Рішення, прийняте Кривошеєвим, не враховувати дані обліку персональних втрат було цілком правомірним (з точки зору Лопуховського), але лише на початку 90-х років. З тих пір працівниками ЦАМО була проведена велика робота по упорядкуванню обліку   втрат та усуненню з картотек дублюючих даних. З урахуванням втрат прикордонників, військ і органів КДБ СРСР (61,4 тис.), внутрішніх військ МВС (97,7 тис.) остаточні втрати збройних сил СРСР складуть 14,400 млн осіб. Ця кількість перевищує відповідні дані Р. Ф. Кривошеєва (8,668 млн) на 5,732 млн осіб. Та зовсім ігнорувати таку велику різницю зараз, пише Лев Лопуховський, неприпустимо.
Лопуховському вдалося-таки вирішити загадку величезної невідповідності у Кривошеєва заявлених ним втрат військовослужбовців та їх стрілецької зброї. Наприклад, у наступі під Москвою військо втратило   139 586 осіб та… 1 093 800 стволів — майже по 8 на людину. Критик пояснює це недостовірністю відомостей про втрати від військ. Зарахували тільки те, що доповіли. А ось оточенці ніяких повідомлень не надіслали. Значить, у них не було і втрат. Та мова йде про головний Кривошеєвський метод підрахунку втрат — за повідомленнями, які хронічно недораховують реальних військових втрат.
На думку Лопуховського, з поля зору Кривошеєвського колективу взагалі зникла величезна категорія військовослужбовців. Це ополченці, загиблі, зниклі безвісти та ті, які потрапили в полон (всього таких було 4 мільйона), їх зарахували в загальні втрати населення. Також проігноровані й мільйони мобілізованих польовими військкоматами на звільненій від ворога території.
Також Лопуховський виявив помилку при використанні балансового методу при підрахунку втрат. З втрат зникла категорія вдруге призваних з промисловості та призваних після демобілізації.
Виявлена також груба помилка колективу Кривошеєва при підрахунку втрат ворога. Зокрема, за словами Лопуховського, Кривошеєв двічі врахував серед мобілізованих 3,214 млн, які перебували на військовій службі на 01.03.1939. Так само розкритикували підрахунок полонених військовослужбовців вермахту за повідомленнями з фронтів, які хронічно завищували кількість полонених у порівнянні з більш надійними даними НКВС.
Більш розширену критику даних комісії Кривошеєва Лев Лопуховський висунув у своїй спільній статті з Б. К. Кавалерчиком.

#### Заперечення В.В.Литвиненко з приводу критики Л. Лопуховського
Історик В. В. Литвиненко в своїй книзі виступив із критикою даних Лопуховського та Кавалерчика, вказавши на помилки в їх розрахунках. На його думку, оцінюючи втрати Червоної армії в 1941 р. автори не врахували 1,300 млн солдат, яких направили  з армії в народне господарство. Помилково зарахували 1 мільйон повторно мобілізованих з числа поранених. А також не врахували звільнених з армії, спрямованих на службу в НКВС та  інші відомства, що на його думку «обнуляє» підрахований Лопуховським  та Кавалерчиком неврахований колективом Кривошеєва спад особового складу в 1941 році. Так само Литвиненко вказує на ряд помилок в оцінці авторами втрат Червоної армії в Курській битві і під Москвою. Звинувачує авторів у подвійному підрахунку солдат вдруге призваних на звільненій території та завищує чисельність червоноармійських військовополонених.

#### Критика В. Земського
Також категоричний у своїй критиці колективу Кривошеєва і доктор історичних наук  В.М.Земськов. На його думку, у Кривошеєва дуже сильно завищені втрати цивільного населення й суттєво занижені військові. Безглуздою ідеєю називає історик «особливий характер Великої вітчизняної війни, в якій цивільні втрати значно переважають військові». Будь-якій розсудливій людині ясно і зрозуміло, пише Земськов, що такого співвідношення втрат бути не могло і що загиблі військовослужбовці, безумовно, переважали серед прямих людських втрат. Він  вважає завищеними вдвічі дані Надзвичайної державної комісії 1946 року, яка визначила число вбитих та закатованих нацистами цивільних осіб на 6,8 мільйона. Як вважає Земськов, таких жертв було «більше 3 мільйона». До байок автор відносить і більш ніж 2 мільйони жертв серед «остарбайтерів» — вивезених на роботи до Німеччинуи радянських громадян. Реальною він вважає цифру в 200 тисяч. Всього Земськов допускає військові втрати — як мінімум в 11,5 мільйона та цивільні втрати як мінімум 4,5 мільйона осіб. У прямі цивільні втрати, на його думку, входять загиблі бійці цивільних добровольчих формувань, незавершених формувань народного ополчення, загонів самооборони міст, винищувальних загонів, бойових груп партійно-комсомольського активу, спеціалізованих формувань різних цивільних відомств та ін. (втрати партизанів входять у загальну статистику жертв на окупованій території), а також загибель цивільного населення від бомбардувань, артобстрілів і т. ін. Ці жертви обчислюються багатьма сотнями тисяч. Складовою частиною прямих цивільних втрат є ленінградські блокадники (близько 0,7 млн померлих).
Найбільша різниця з крівошеевскімі даними набігає у критика за загиблими полоненими. Дані Кривошеєва цей історик називає «незрозумілою величиною, яка викликає гостру недовіру фахівців  через її очевидну абсурдність». На його думку, масштаб смертності сумарно в німецькому, фінському  та румунському полоні становив майже 4 мільйони осіб.
Природну ж смертність в роки війни Земськов пропонує оцінювати навіть не в 18,9 мільйона, як смертність 1940 року в 4,2 роки  військового лихоліття (додано для доліковування поранених і повернення полонених), а хоча б в 22 мільйони — через погіршення умов життя, дефіциту ліків … Це, щоб отримати те-ж число жертв війни — 16 мільйонів.
Земськов, однак, свідомо не враховує  у своїх розрахунках дисбалансу чоловіків і жінок призовних 1886—1927 років народження. На його думку, загальні людські втрати при різних підходах та методиках демографів реально можна оцінити будь-якою величиною в діапазоні від 15 до 30 мільйонів.

## Втрати Німеччини та її союзників

### Людські втрати
На даний момент найбільш повне дослідження демографічних втрат Німеччини провів німецький історик полковник Рюдігер Оверманс. Для визначення демографічних втрат Оверманс користувався методом статистичної вибору, використовуючи його, він визначив загальні демографічні втрати і розподілив їх по фронтах, віком військовослужбовців, видами збройних сил та іншими категоріями. Джерелом вибору  використовується картотека німецької служби щодо оповіщення  близьких родичів полеглих WASt, що містить 18,3 млн персональних карток. Згідно його роботі демографічні втрати Німеччини на всіх фронтах склали 5,318 млн осіб. До 31.12.1944 на східному фронті загинуло 2,743 млн військовослужбовців. Дати розподіл втрат на фронтах для 1945 року Оверманс не зумів. Всього на всіх фронтах у 1945 році загинуло 1,230 млн військовослужбовців; з них, за припущенням Оверманса, на радянсько-німецькому фронті загинуло 65-70 % військовослужбовців.
У війну проти Радянського Союзу німецьким командуванням було залучено населення окупованих країн шляхом вербування добровольців. Таким чином з'являлися окремі військові формування з числа громадян Франції, Нідерландів, Данії, Норвегії, Хорватії, а також з громадян СРСР, які опинилися в полоні або на окупованій території (російські, українські, вірменські, грузинські, азербайджанські, мусульманські та ін.) Як саме враховувалися втрати цих формувань, чіткої інформації в німецькій статистиці немає.

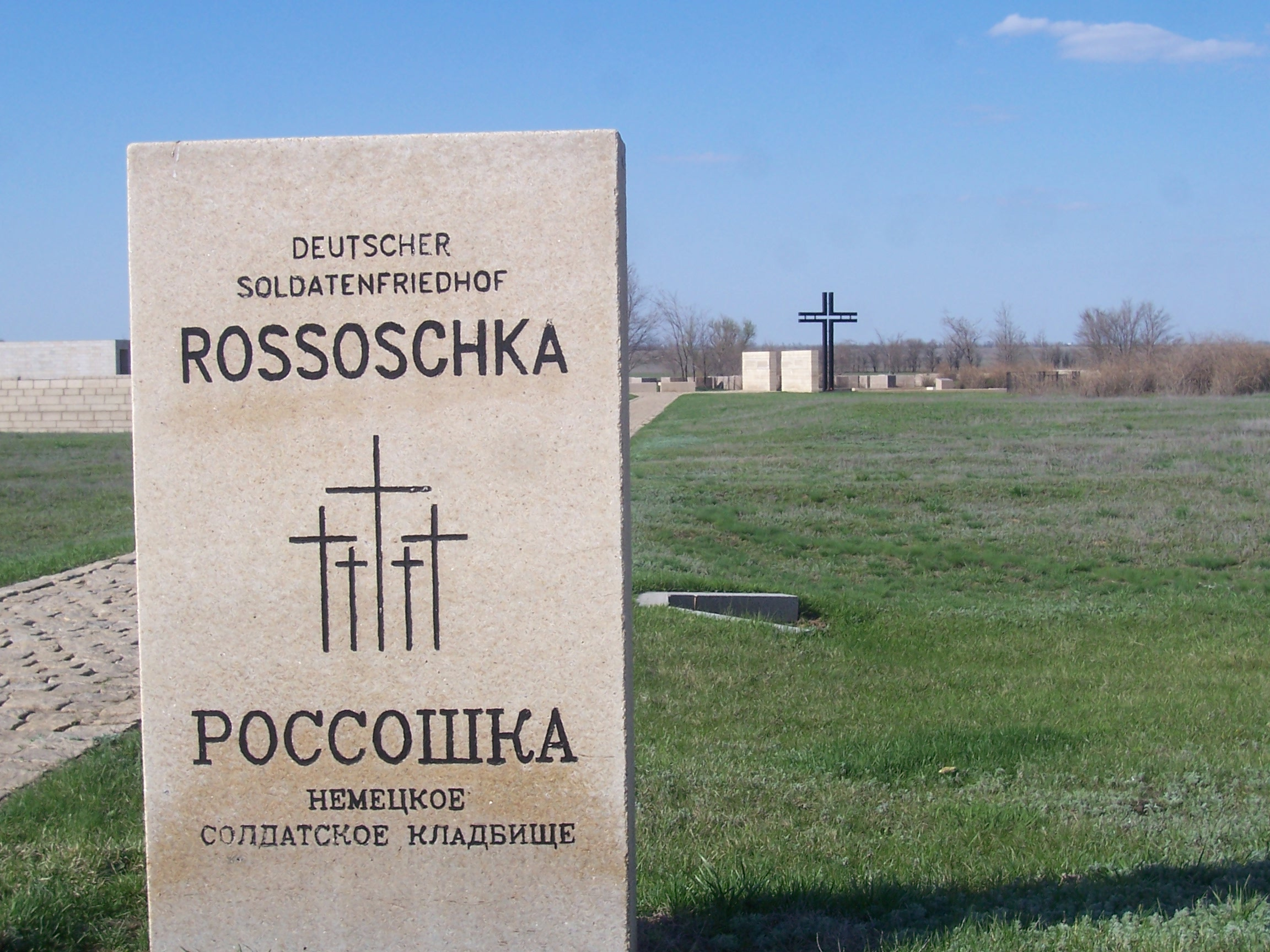
Німецький цвинтар солдатів, полеглих під час Сталінградської битви. Солдатський цвинтар в селі Росошки Волгоградської області.

Також, постійною перешкодою для визначення реальної кількості втрат особового складу військ було змішування втрат військовослужбовців з втратами цивільного населення. З цієї причини в Німеччині, Угорщині та Румунії, втрати збройних сил значно зменшені, оскільки частина їх врахована в кількості жертв цивільного населення (200 тис. чол. втрати військовослужбовців, а 260 тис. — цивільного населення). Наприклад, в Угорщині це співвідношення було «1:2» (140 тис. — втрати військовослужбовців і 280 тис. — втрати цивільного населення). Так в 50-ті роки в ФРН стверджувалося, що під час насильницького переселення зі східних на західні регіони Німеччини в 1945-46 рр. загинули 1,550 млн осіб, та 1 млн осіб під час вигнання з Румунії, Угорщини, Чехословаччини і Польщі, понад 800 тис. німецьких військовослужбовців загинули в полоні, що згодом не отримало ніяких підтверджень, однак  втрати вермахту відкориговані не були. Все це істотно спотворює статистику про втрати військ країн, які воювали на радянсько-німецькому фронті.
Також абсолютно невідоміо про  втрати воєнізованих формувань: Служби трудової повинності, організації Тодта, Гітлерюгенду, volkssturm, поліції, Служби імперських шляхів сполучення. Всі ці втрати зазвичай відносять до втрат цивільного населення.
У німецькій радіотелеграммі, що надіслана з відділу обліку втрат вермахту від 22 травня 1945 р., адресованому генерал-квартирмейстеру ОКВ, у відповідь на його запит наводяться такі відомості:
По справке организационного отдела ОКХ от 10 мая 1945 г. только сухопутные силы, включая войска СС (без ВВС и ВМС), за период с 1 сентября 1939 г. по 1 мая 1945 г. потеряли 4 миллиона 617 тыс. человек.
За два місяці до смерті Гітлер в одному з виступів оголосив, що Німеччина втратила 12,5 млн вбитими й пораненими, з яких половина — вбитими. Цим повідомленням він, фактично, спростував оцінки масштабів людських втрат, зроблені іншими нацистськими лідерами та урядовими органами.
Генерал Йодль після закінчення військових дій заявив, що Німеччина, в загальній складності, втратила 12 млн 400 тис. осіб, з яких 2,5 млн вбитими, 3,4 млн зниклими безвісти та полоненими і 6,5 млн пораненими, з яких приблизно 12-15 % не повернулися до лав з тих або інших причин.
Згідно з додатком до закону ФРН «ПРО збереження місць поховання» загальна кількість похованих на території СРСР й Східної Європи німецьких солдатів становить 3,226 млн, з яких відомі імена 2,395 млн, однак ця цифра не враховує велику кількість солдат не німецької національності: австрійців (270 тис.), судетських німців та ельзасців (230 тис.), представників інших національностей (370 тис.). Значна кількість поховань зникла, велике число солдатів вермахту не були поховані належним чином. Так, наприклад, російська Асоціація військових меморіалів, створена в 1992 році, повідомила, що за 10 років свого існування передала Німецькому союзу по догляду за військовими похованнями відомості про поховання 400 тис. солдатів вермахту. Не зрозуміло, чи врахована ця кількість в загальну статистику. Крім того, в боях з Червоною армією на території Німеччини та Австрії загинули приблизно 1,2-1,5 млн солдатів вермахту. Таким чином загиблих солдатів вермахту 4,4-4,7 млн осіб.
За радянськими даними на 26 червня 1944 року втрати вермахту становили 7,8 мільйонів убитими і полоненими. Так як число військовополонених тоді становило не менше 700 000 чоловік, то німецькі втрати вбитими становили за радянськими даними 7,1 мільйона вбитими.
Слід зауважити, що сучасні дані Оверманса про німецькі втрати практично збігаються з тодішніми гітлерівськими даними. Наприклад, згідно Овермансу в 1941 році загинуло 302 000 німецьких солдатів, а за тодішніми даними 260 000. Американські військові спостерігачі оцінювали втрати вермахту на 11 грудня 1941 в 1,3 млн вбитих. А Радінформбюро на 15 грудня 1941 до 6 мільйонів, тобто 1,5-2 мільйона вбитими.

### Радянські військовополонені
За даними Міністерства оборони Російської Федерації, оприлюдненими 2005 року, під час німецько-радянської війни всього в полон потрапили 4 559 000 радянських військовослужбовців[неавторитетне джерело].
Однак, згідно з німецькими документами, вже до 1 травня 1944 року кількість радянських військовополонених досягла 5 160 000 чол.
Разом з тим варто враховувати, що до числа військовополонених часто зараховували цивільних осіб призовного віку. Так Типпельскирх повідомляє про те, що під час штурму Севастополя в полон було взято 100 тис. солдат Червоної Армії, при цьому весь гарнізон на 02.06.1942 становив 106 тис. осіб, при загальних  втратах у Київській оборонній операції в 531 471 військовослужбовців (включаючи вбитих), він повідомляє про 665 000 тільки взятих у полон.

### Військовополонені Німеччини та її союзників
Відомості про кількість військовополонених збройних сил Німеччини та союзних їй країн, врахованих у таборах НКВС СРСР за станом на 22 квітня 1956 р.
| Національність            | Враховано військовополонених | Звільнено і репатрійовано | Померло в полоні |
| ------------------------- | ---------------------------- | ------------------------- | ---------------- |
| німці                     | 2 388 443                    | 2 031 743                 | 356 700          |
| австрійці                 | 156 681                      | 145 790                   | 10 891           |
| чехи і словаки            | 69 977                       | 65 954                    | 4 023            |
| французи                  | 23 136                       | 21 811                    | 1 325            |
| югослави                  | 21 830                       | 20 354                    | 1 476            |
| поляки                    | 60 277                       | 57 149                    | 3 128            |
| голландці                 | 4 730                        | 4 530                     | 200              |
| бельгійці                 | 2 014                        | 1 833                     | 181              |
| люксембуржці              | 1 653                        | 1 560                     | 93               |
| іспанці                   | 452                          | 382                       | 70               |
| данці                     | 456                          | 421                       | 35               |
| норвежці                  | 101                          | 83                        | 18               |
| інші національності       | 3 989                        | 1 062                     | 2 927            |
| Разом з вермахту          | 2 733 739                    | 2 352 671                 | 067 381          |
| %                         | 100 %                        | 86,1 %                    | 13,9 %           |
| Угорці                    | 513 766                      | 459 011                   | 54 755           |
| Румуни                    | 187 367                      | 132 755                   | 54 612           |
| Італійці                  | 48 957                       | 21 274                    | 27 683           |
| Фіни                      | 2 377                        | 1 974                     | 403              |
| Разом по союзникам        | 752 467                      | 615 014                   | 137 753          |
| %                         | 100 %                        | 81,7 %                    | 18,3 %           |
| Всього військовополонених | 3 486 206                    | 2 967 686                 | 518 520          |
| %                         | 100 %                        | 85,1 %                    | 14,9 %           |

## Співвідношення втрат Червоної армії та  Вермахту
Таблиця військових втрат на радянсько-німецькому фронті (по кварталах):
| РККА          | РККА             | Вермахт          | Вермахт                            | Вермахт                     | Співвідношення втрат РККА/Вермахт | Співвідношення втрат РККА/Вермахт   | Співвідношення втрат РККА/Вермахт | Співвідношення втрат РККА/Вермахт |              |
| Квартал війни | Остаточні втрати | Санітарні втрати | Остаточні втати (повідомлення ОКХ) | Поранені (повідомлення ОКХ) | Загиблі (Оверманс)                | Остаточні втрати (повідомлення ОКХ) | Поранені (повідомлення ОКХ)       | Загиблі (Оверманс)                | Всього втрат |
| 3 кв. 41      | 2129677          | 2817303          | 141392                             | 409647                      | 88000                             | 15,1                                | 6,9                               | 24,2                              | 9            |
| 4 кв. 41      | 1007996          | 1656517          | 68203                              | 211661                      | 185000                            | 14,8                                | 7,8                               | 5,4                               | 9,5          |
| 1 кв. 42      | 675315           | 1854772          | 75305                              | 201622                      | 136000                            | 9                                   | 9,2                               | 5                                 | 9,1          |
| 2 кв. 42      | 842898           | 1549545          | 54026                              | 170621                      | 90000                             | 15,6                                | 9,1                               | 9,4                               | 10,6         |
| 3 кв. 42      | 1224495          | 2507557          | 91031                              | 297623                      | 145000                            | 13,5                                | 8,4                               | 8,4                               | 9,6          |
| 4 кв. 42      | 515508           | 1457404          | 57910                              | 170197                      | 135000                            | 8,9                                 | 8,6                               | 3,8                               | 8,6          |
| 1 кв. 43      | 726714           | 2152406          | 290276                             | 185073                      | 294000                            | 2,5                                 | 11,6                              | 2,5                               | 6,1          |
| 2 кв. 43      | 191904           | 682541           | 33596                              | 107466                      | 48000                             | 5,7                                 | 6,4                               | 4                                 | 6,2          |
| 3 кв. 43      | 803856           | 2864661          | 137996                             | 371740                      | 187000                            | 5,8                                 | 7,7                               | 4,3                               | 7,2          |
| 4 кв. 43      | 589955           | 2157895          | 126038                             | 312548                      | 169000                            | 4,7                                 | 6,9                               | 3,5                               | 6,3          |
| 1 кв. 44      | 570761           | 2143503          | 128626                             | 268219                      | 228000                            | 4,4                                 | 8                                 | 2,5                               | 6,8          |
| 2 кв. 44      | 344258           | 1309466          | 113562                             | 198538                      | 263000                            | 3                                   | 6,6                               | 1,3                               | 5,3          |
| 3 кв. 44      | 510790           | 2056232          | 461441                             | 369606                      | 518000                            | 1,1                                 | 5,6                               | 1                                 | 3,1          |
| 4 кв. 44      | 338082           | 1369440          | 244764                             | 245318                      | 223000                            | 1,4                                 | 5,6                               | 1,5                               | 3,5          |
| 1 кв. 45      | 557521           | 2152156          | 242435                             | 385893                      | -                                 | 2,3                                 | 5,6                               | -                                 | 4,3          |
| 2 кв. 45      | 243296           | 861351           | 107986                             | 86290                       | -                                 | 2,3                                 | 10                                | -                                 | 5,7          |
| 41 г.         | 3137673          | 4473820          | 209595                             | 621308                      | 273000                            | 15                                  | 7,2                               | 11,5                              | 9,2          |
| 42г.          | 3258216          | 7369278          | 278272                             | 840063                      | 506000                            | 11,7                                | 8,8                               | 6,4                               | 9,5          |
| 43г.          | 2312429          | 7857503          | 587906                             | 976827                      | 698000                            | 3,9                                 | 8                                 | 3,3                               | 6,5          |
| 44г.          | 1763891          | 6878641          | 948393                             | 1081681                     | 1232000                           | 1,9                                 | 6,4                               | 1,4                               | 4,3          |
| 45г.          | 800817           | 3013507          | 350421                             | 472183                      | -                                 | 2,3                                 | 6,4                               | -                                 | 4,6          |
| Всього        | 11273026         | 29592749         | 2374587                            | 3992062                     | 2709000                           | 4,7                                 | 7,4                               | 4,2                               | 6,4          |

Примітки.
1. Втрати РСЧА, в період з 22 по 30 червня 1941 р. включені в третій квартал 1941 р., а з 1 квітня по 9 травня 1945 р. та пізніше (в боях з залишками нацистських військ і різними бандформуваннями), а також померлі від ран у госпіталях у період травень-липень 1945 р. — включені у другий квартал 1945 р.
2. В  кількість  санітарних втрат РСЧА вказано сукупні втрати від поранень, контузій, захворювань та обморожень.
3.В кількості остаточних втрат РСЧА вказані всі померлі від ран й хвороб — як на етапах санітарної евакуації, так і в госпіталях. Вони враховані також і в санітарних втратах.
4. Втрати Вермахту (за повідомленнями ОКХ) в період з 22 по 30 червня 1941 р. включені в третій квартал 1941 р., а у другому кварталі 1945 р. наведені оціночні втрати Вермахту з 1 по 20 квітня 1945 р..
5. Втрати Вермахту (за повідомленнями ОКХ) наведено без втрат ВПС і ВМФ, а також втрат армій країн союзників Гітлера. Остаточні втрати Вермахту (за повідомленнями ОКХ) та РККА включають вбитих, померлих від ран, тих, хто пропав безвісти та полонених. Втрати Вермахту (Оверманс) включають всіх загиблих Вермахту (вбитих, померлих у полоні та зниклих безвісти, які були після закінчення війни визнані загиблими) за винятком армій країн союзників Гітлера.
6. Втрати РСЧА, включають тільки обліковий кадровий склад Червоної Армії й не включають втрати НКВД, міліції, сил цивільної самооборони, ополчення та партизан, а також втрати Союзників СРСР на східному фронті.

## Критика офіційної статистики СРСР, альтернативні теорії

### Післявоєнна статистика сторін конфлікту
Оцінки втрат радянських громадян у Другій світовій мають величезний діапазон: від 19 до 36 млн. Першим ґрунтовні підрахунки зробив російський емігрант, демограф Н. С.Тимашев в 1948-му — у нього вийшло 19 млн Максимальну цифру називав Б. Соколов — 46 млн. Останні підрахунки показують, що тільки військових СРСР втратив 13,5 млн осіб, всього ж втрати — понад 27 млн
По закінченню війни, задовго до будь-яких історико-демографічних досліджень, Сталін назвав цифру — 5,3 млн осіб військових втрат. Він включив в неї і зниклих безвісти (очевидно, у більшості випадків — полонених). В березні 1946 року в інтерв'ю кореспонденту газети «Правда» людські втрати були оцінені генералісимусом в 7 млн. Збільшення відбулося за рахунок цивільних осіб, померлих на окупованій території або вивезених до Німеччини.
На Заході ця цифра була сприйнята скептично. Вже наприкінці 1940-х з'явилися перші, які  суперечать радянськими даними, розрахунки демографічного балансу СРСР за воєнні роки. Показовий приклад — обчислення російського емігранта, демографа Н. С. Тимашева, опубліковані в нью-йоркському «Новому журналі» 1948 року. Всесоюзна перепис населення СРСР 1939 року визначила його чисельність в 170,5 млн. З урахуванням приросту населення СРСР до середини 1941-го повинно було досягти 178,7 млн Але в 1939—1940 рр. до СРСР були приєднані Західна Україна та Білорусь, три балтійські держави, карельські землі Фінляндії, а Румунія повернула Бессарабію і Північну Буковину. Тому, за відрахуванням карельського населення, яке пішло в Фінляндію, поляків, які втекли на Захід, та німців, репатрійованих в Німеччину, ці територіальні придбання дали приріст населення в 20,5 млн Враховуючи, рівень народжуваності автор отримав 200,7 млн, які проживали в СРСР напередодні 22 червня 1941 року. За його статистичними даними, в СРСР на початку 1946 року проживало 106 млн дорослих, 39 млн підлітків й 36 млн дітей, а всього — 181 млн. Висновок Тимашева такий: чисельність населення СРСР 1946 року була на 19 млн менше, ніж 1941 року.
Приблизно до таких же результатів приходили і інші західні дослідники. 1946 року під егідою Ліги Націй вийшла книга Ф. Лорімера «Населення СРСР». За однією з його гіпотез, в ході війни населення СРСР зменшилася на 20 млн.
В оприлюдненій 1953 року статті «Людські втрати у Другій світовій війні» німецький дослідник Р. Арнтц прийшов до висновку, що «20 млн осіб — це найбільш реальна кількість загальних втрат Радянського Союзу у Другій світовій війні, яка наближається до істини». Збірник, який включає цю статтю, був перекладений та 1957 року виданий в СРСР під заголовком «Підсумки Другої світової війни». Таким чином, через чотири роки після смерті Сталіна радянська цензура пропустила у відкриту пресу цифру 20 млн, тим самим побічно визнавши її вірною та зробивши її надбанням, принаймні, фахівців: істориків, міжнародників тощо.
Лише 1961 року Хрущов у листі до шведського прем'єр-міністра Ерландеру визнав, що війна з нацизмом «забрала два десятки мільйонів життів радянських людей». Таким чином, у порівнянні зі Сталіним, Хрущов збільшив радянські людські втрати майже в 3 рази. 1990 року М. Горбачов оприлюднив нову цифру втрат, отриману в результаті досліджень вчених-демографів, — «майже 27 мільйонів чоловік».

### Сучасні дослідження
У 1990-2000-ті роки в російській пресі з'явилися непрофесійні [?джерело?] публікації з даними про втрати, суттєво  відрізняються від загальоприйнятих історичною наукою СРСР. Як правило, при цьому оцінюють, що радянські втрати набагато перевершують наведені радянськими істориками.
Наприклад, публіцист, літературознавець, літературний критик та історик, доктор філологічних наук, кандидат історичних наук Борис Соколов оцінив загальні людські втрати СРСР у 1939—1945 роках у 43,448 млн осіб, а загальне число загиблих у лавах Радянських Збройних Сил у 1941—1945 рр. в 26,4 мільйонів осіб (з них 4 мільйони осіб загинуло в полоні). Згідно з його розрахунками про втрату 2,6 млн німецьких солдатів на радянсько-німецькому фронті, то співвідношення досягає 10:1. При цьому, загальні людські втрати Німеччини у 1939—1945 роках він оцінив у 5,95 млн осіб (включаючи 300 тис. загиблих у концтаборах євреїв, циган й антинацистів). Його оцінка загиблих військовослужбовців вермахту і Waffen-SS (включаючи іноземні формування) становить 3,950 млн осіб. Однак треба враховувати, що Соколов у втрати СРСР включає демографічні втрати (тобто тих, хто міг народитися, але не народився), а для Німеччини такого підрахунку не веде. Підрахунок загальних втрат СРСР заснований на відвертій фальсифікації: чисельність населення СРСР на середину 1941 року взята в 209,3 млн осіб (на 12-17 млн осіб вище реальної, на рівні 1959 року), на початок 1946 року — 167 млн (на 3,5 млн нижче реальної), що в сумі якраз дає різницю між офіційним та соколовським числами. Підрахунки Б. В. Соколова повторюються в багатьох виданнях і ЗМІ (у фільмі НТВ «Перемога. Одна на всіх», в інтерв'ю і виступах письменника Віктора Астаф'єва, в книзі В. В. Бестужева-Лади «Росія напередодні XXI століття» та ін).
Схожі з оцінками Бориса Соколова цифри людських втрат (41 мільйон 979 тисяч осіб остаточних  втрат від факторів війни, з них понад 19 мільйонів військовослужбовців й близько 23 мільйони цивільного населення, при загальних втратах населення СРСР у 1941—1945 роках понад 52 мільйони 812 тисяч осіб), з посиланням на «розсекречені дані Держплану СРСР», були наведені депутатом Миколою Земцовим під час парламентських слухань у Державній Думі 14 лютого 2017 року.
З іншого боку, значно нижче оцінки публіциста Марка Солоніна, що спеціалізується в історичному ревізіонізмі. Він стверджує, що політика німців по відношенню до більшості радянського населення була досить прагматичною, та не включала в себе геноцид. Солонін припускає, що до кількості жертв війни записали жертв самого Сталіна, включаючи ті мільйони, що були приписані до довоєнних переписів населення 1937—1939 роках
1989 року військовий історик, доктор історичних наук генерал-полковник Д. А. Волкогонов в літературно-художньому журналі «Жовтень», спираючись на ряд наявних у військовому відомстві статистичних даних, в тому числі на кількість червоноармійських військовополонених й власний аналіз переписів, динаміки чисельності з'єднань та даних про втрати в найбільших операціях, вважав, що «число загиблих військовослужбовців, партизан, підпільників, цивільного населення в роки Великої Вітчизняної війни коливається, мабуть, у межах не менше 26-27 млн осіб, з них близько 10 млн полягли на полі бою, загинуло в полоні, а співвідношення остаточних втрат становить 3,2:1 на користь Німеччини».
2012 року в № 5 журналу «Політична просвіта» була видана стаття доктора історичних наук, провідного наукового співробітника Інституту російської історії РАН В. М. Земськова, в якій стверджувалося, що вищезазначені автори підрахунків виходили з «помилкового алгоритму про переважання втрат цивільного населення над військовим». Дійсні ж прямі втрати, за даними В. М. Земського, не перевищують 12,5 млн для військових й 4,5 млн для цивільного населення СРСР.